# Bíber József Tibor
Bíber József Tibor (Budapest, 1961. február 26.) magyar–történelem szakos középiskolai tanár, politikus, 2006-2008 között a Jobbik Magyarországért Mozgalom alelnöke volt.

## Élete
Jelenleg Szolnokon él. Szülei nyugdíjas pedagógusok, egy 15 éves leánya van. Magyar–történelem szakos tanár; diplomáit az egri főiskolán, majd történelemből a debreceni Kossuth Lajos Tudományegyetemen szerezte.

## Politikai pályafutása
Politikai pályafutását a MIÉP-ben kezdte, ahol féléves tagság után (2001-ben) előbb a párt Szolnok városi, majd rövidesen Jász-Nagykun-Szolnok megyei elnöke lett. A párt országgyűlési, majd önkormányzati képviselőjelöltjeként, és szolnoki polgármesterjelöltjeként indult a 2002-es választásokon.
Elégedetlen lett a MIÉP vezetőségével, és az elnök leváltására szerveződött csoportosulás egyik vezető személyisége lett. Szerinte hamis vádak alapján, megrágalmazva (MSZP-ügynöknek bélyegezve) 2003 februárjában kizárták a pártból.
2003 júliusában csatlakozott a Jobbik Magyarországért Mozgalomhoz, amelynek Szolnok városi, majd Jász-Nagykun-Szolnok megyei elnöke lett. 2004 és 2006 között – mint a párt országos választmányi alelnöke – szervezési feladatokat látott el.
Nevéhez fűződik a „cigánybűnözés” szó médiabeli elterjesztése, a romák „pozitív diszkriminációjának” megszüntetésére irányuló folyamatos politikai véleménynyilvánítás, a szolnoki Izrael-ellenes tüntetés (2004), a kínai árudömping-ellenes tüntetések (2004–2005), valamint a drogliberalizáció-ellenes demonstráció a Belügyminisztérium előtt 2005-ben.
A 2006-os országgyűlési választásokon Jász-Nagykun-Szolnok megye 4. számú választókerületében jelöltette magát, míg az őszi önkormányzati választásra Szolnok baloldali városvezetésének leváltása érdekében választási együttműködést kötött a Fidesz helyi elnökével.
Emiatt bizottsági tagként képviseli a Jobbik Szolnoki Szervezetét a városgazdálkodási bizottság négyévi munkájában.
2006. november 25-én a Jobbik Tisztújító Kongresszusa a párt országos alelnökének választotta, szakterületei a bevándorlás, a kisebbségekkel kapcsolatos politika, a drogkérdés és a környezetvédelem problematikájával; e tisztséget 2008 júniusáig viselte.